# Alpine (Wyoming)
Alpine és una població dels Estats Units a l'estat de Wyoming. Segons el cens del 2000 tenia 550 habitants.

## Demografia
Segons el cens del 2000, Alpine tenia 550 habitants, 217 habitatges, i 146 famílies. La densitat de població era de 303,4 habitants/km².
Dels 217 habitatges en un 27,6% hi vivien nens de menys de 18 anys, en un 61,8% hi vivien parelles casades, en un 5,1% dones solteres, i en un 32,7% no eren unitats familiars. En el 18,4% dels habitatges hi vivien persones soles el 3,2% de les quals corresponia a persones de 65 anys o més que vivien soles. El nombre mitjà de persones vivint en cada habitatge era de 2,53 i el nombre mitjà de persones que vivien en cada família era de 2,99.
Per edats la població es repartia de la següent manera: un 23,8% tenia menys de 18 anys, un 6,5% entre 18 i 24, un 36,7% entre 25 i 44, un 25,3% de 45 a 60 i un 7,6% 65 anys o més.
L'edat mediana era de 36 anys. Per cada 100 dones de 18 o més anys hi havia 97,6 homes.
La renda mediana per habitatge era de 45.313 $ i la renda mediana per família de 47.813 $. Els homes tenien una renda mediana de 35.313 $ mentre que les dones 23.036 $. La renda per capita de la població era de 21.223 $. Entorn del 3,4% de les famílies i el 5,1% de la població estaven per davall del llindar de pobresa.

## Poblacions properes
El següent diagrama mostra les poblacions més properes.